# Ochodaeus tonkineus
Ochodaeus tonkineus är en skalbaggsart som beskrevs av Vladimir Balthasar 1952. Ochodaeus tonkineus ingår i släktet Ochodaeus och familjen Ochodaeidae. Inga underarter finns listade i Catalogue of Life.